# The Initiative
The Initiative — американський розробник відеоігор, що базується в Санта-Моніці та є частиною Xbox Game Studios, дочірньої компанії Microsoft. Студія була заснована у 2018 році з метою створення «AAAA-ігор» для Microsoft Windows та консолей Xbox.

## Історія
The Initiative була заснована в червні 2018 року на чолі з Дарреллом Галлахером, колишнім керівником Crystal Dynamics, що було повідомлено Філом Спенсером, виконавчим віцепрезидентом Xbox Game Studios, на виставці E3 того ж місяця. Окрім Галлахера до студії приєдналися такі ветерани ігрової індустрії, як Данієль Нойбургер, ігровий директор Tomb Raider і Rise of the Tomb Raider; Крістіан Кантамесса, ігровий дизайнер і співсценарист Red Dead Redemption; та Браян Вестергаард, співпродюсер God of War. Також серед розробників студії є колишні співпрацівники BioWare, Naughty Dog, Respawn Entertainment, Santa Monica Studio, Blizzard Entertainment, Insomniac Games та Rockstar Games. The Initiative є першою студією Microsoft, яка розташовується в Санта-Моніці, а її метою є розробка великобюджетних «AAAA-ігор».
У грудні 2020 року був анонсований перший проєкт The Initiative, яким став перезапуск серії шутерів від першої особи Perfect Dark. Директор із дизайну Дрю Мюррей пішов зі студії на початку 2021 року, повернувшись до Insomniac Games. Crystal Dynamics приєдналася до розробки у вересні. У березні 2022 року було повідомлено, що Нойбургер залишив The Initiative минулого місяця, а значна кількість розробників покинула студію протягом останнього року через брак творчої автономії та повільний прогрес Perfect Dark. У листопаді корпоративний віцепрезидент Xbox Game Studios Метт Буті повідомив, що команда Perfect Dark поступово перебудовується після того, як кілька провідних співробітників The Initiative залишили її, і додав, що студія натрапила на труднощі внаслідок пандемії коронавірусної хвороби, а також під час початкового формування через брак «спільної історії» серед нових співробітників.

## Список відеоігор
| Рік | Назва        | Платформа                          |
| --- | ------------ | ---------------------------------- |
| Н/Д | Perfect Dark | Microsoft Windows, Xbox Series X/S |